# Жизнь без смерти (клеточный автомат)
«Жизнь без смерти» (англ. Life without Death) — клеточный автомат, модификация игры «Жизнь». Впервые описан в 1987 году Томмазо Тоффоли и Норманом Марголусом, которые дали ему название «Кляксы» (англ. Inkspots) — поскольку многие конфигураций автомата ведут себя подобно растекающемуся чернильному пятну. Известен также под названием «Хлопья» (англ. Flakes).
Описывается правилом B3/S012345678: как и в игре «Жизнь», клетка рождается (birth), если в окрестности Мура у неё ровно 3 живых соседа; но, в отличие от игры «Жизнь», клетка выживает (survival) при любом количестве живых соседей.
Таким образом, любой натюрморт из игры «Жизнь» является натюрмортом и в «Жизни без смерти» (но не наоборот); однако, в силу отсутствия гибели клеток, в «Жизни без смерти» нет осцилляторов, космических кораблей, ружей и др.
Любой натюрморт из «HighLife», «Дня и ночи» и прочих модификаций игры «Жизнь» с правилом рождения и выживания клеток вида B(…)3(…)/S(…) также является натюрмортом в «Жизни без смерти».

## Лестницы и паразитические ростки
Во многих эволюциях автомата возникают лестницы (англ. ladders): периодические узоры, способные расти по прямой линии неограниченно — если только другой объект не окажется на пути их роста или не обгонит их, разрастаясь с более высокой скоростью. Чаще всего при случайной исходной конфигурации рождаются показанные на примерах ниже лестницы со скоростью роста c / 3; за каждые 12 поколений они продвигаются на 4 клетки вперёд.
Схожие с лестницами объекты, паразитические ростки (англ. parasitic shoots), растут аналогично, но не по пустому полю, а по уже выросшим лестницам или другим росткам. Чаще всего встречается паразитический росток со скоростью 2c / 3.

Три лестницы. Верхняя и нижняя останавливаются, натолкнувшись на простейший натюрморт из одной живой клетки; средняя лестница, встретив устойчивый объект из четырёх живых клеток, поворачивает — и останавливается, столкнувшись с нижней. (Показано только каждое 4-е поколение.)
Быстрый паразитический росток на более медленной лестнице. Когда росток обгоняет лестницу, происходит хаотичный «взрыв», выбрасывающий два паразитических ростка в обратном направлении. (Показано только каждое 4-е поколение.)

При помощи лестниц можно эмулировать логические вентили и вычислять булевы функции. Константы 1 и 0 при этом представляются наличием или отсутствием лестницы в определённой позиции.